# Kriegerdenkmal Hochkirchen

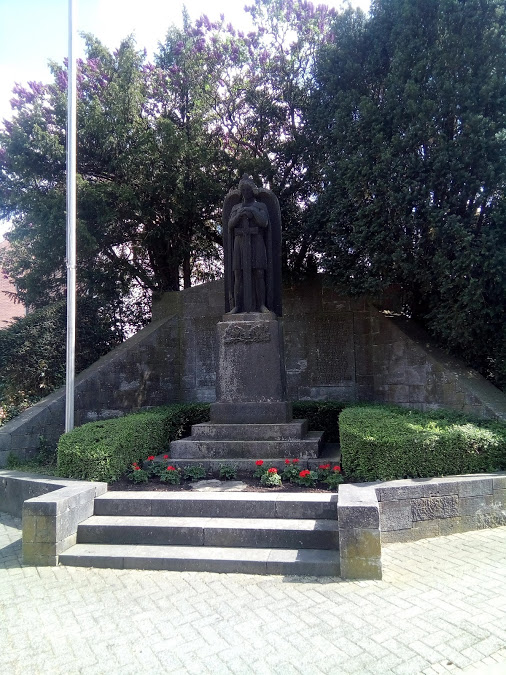
Das Kriegerdenkmal

Das Kriegerdenkmal Hochkirchen steht an der Einmündung der Weidbergstraße in die Dorweilerstraße im Nörvenicher Ortsteil Hochkirchen im Kreis Düren.
Das Kriegerdenkmal wurde im September 1921 für die Gefallenen und Vermissten des Ersten Weltkrieges erbaut. Es besteht aus Lavabasalt und zeigt die Figur eines Engels mit Schwert und Kreuz, der den Boten des Friedens verkörpert.
Auf dem massiven Sockel waren die Namen mit dem Sterbedatum der zehn Gefallenen und auf den Seitenflächen die Namen der drei Vermissten verzeichnet. Um 1960 wurde das Kriegerdenkmal neugestaltet. An der Mauer hinter dem Denkmal wurden zwei große Schrifttafeln mit den Namen der Gefallenen und Vermissten beider Weltkriege angebracht. Im Zweiten Weltkrieg waren insgesamt 20 Gefallene und Vermisste zu beklagen.
1939 hatte Hochkirchen eine Einwohnerzahl von 298 Personen. Der entrichtete Blutzoll war immens.